# Ания Аврелия Галерия Фаустина
Вижте пояснителната страница за други личности с името Фаустина.
Ания Аврелия Галерия Фаустина (на латински: Annia Aurelia Galeria Faustina; * 30 ноември 147, Рим; † сл. 165 г.) е римска благородничка.

## Биография
Родена е в Рим. Тя е първата дъщеря на император Марк Аврелий и Фаустина Млада. По-голяма сестра е на Ания Луцила и на император Комод. По майчина линия е внучка на император Антонин Пий и Фаустина Стара. По бащина линия е внучка на Домиция Луцила и Марк Аний Вер (претор).
След 159 г. тя става втора съпруга на Гней Клавдий Север (суфектконсул около 167 г. и консул 173 г.), с когото има син Тиберий Клавдий Север Прокул (консул 200 г.), който се жени за Ания Фаустина, дъщеря на Умидия Корнифиция Фаустина и има с нея дъщеря Ания Фаустина (* 201 г.), която става 221 г. трета съпруга на император Елагабал.